# Gumbrih
Gumbrih is een bestuurslaag in het regentschap Jembrana van de provincie Bali, Indonesië. Gumbrih telt 2359 inwoners (volkstelling 2010).